# Кім Се Юн
Кім Се Юн (кор. 김세윤, нар. 29 квітня 1999) — південнокорейський футболіст, нападник клубу «Теджон Сітізен», а також молодіжної збірної Південної Кореї.

## Клубна кар'єра
Народився 29 квітня 1999 року. Вихованець футбольної школи клубу «Теджон Сітізен». Дорослу футбольну кар'єру розпочав 2018 року в основній команді того ж клубу, кольори якої захищає й донині.

## Виступи за збірну
Протягом 2019 року почав залучатися до складу молодіжної збірної Південної Кореї. На молодіжному рівні зіграв в одному офіційному матчі. Учасник молодіжного чемпіонату світу 2019. Вийшов на заміну в третьому турі групового етапу проти Аргентини (2-1), замінивши на 69-й хвилині О Се Хона. 